# Tâm lý học phân tích

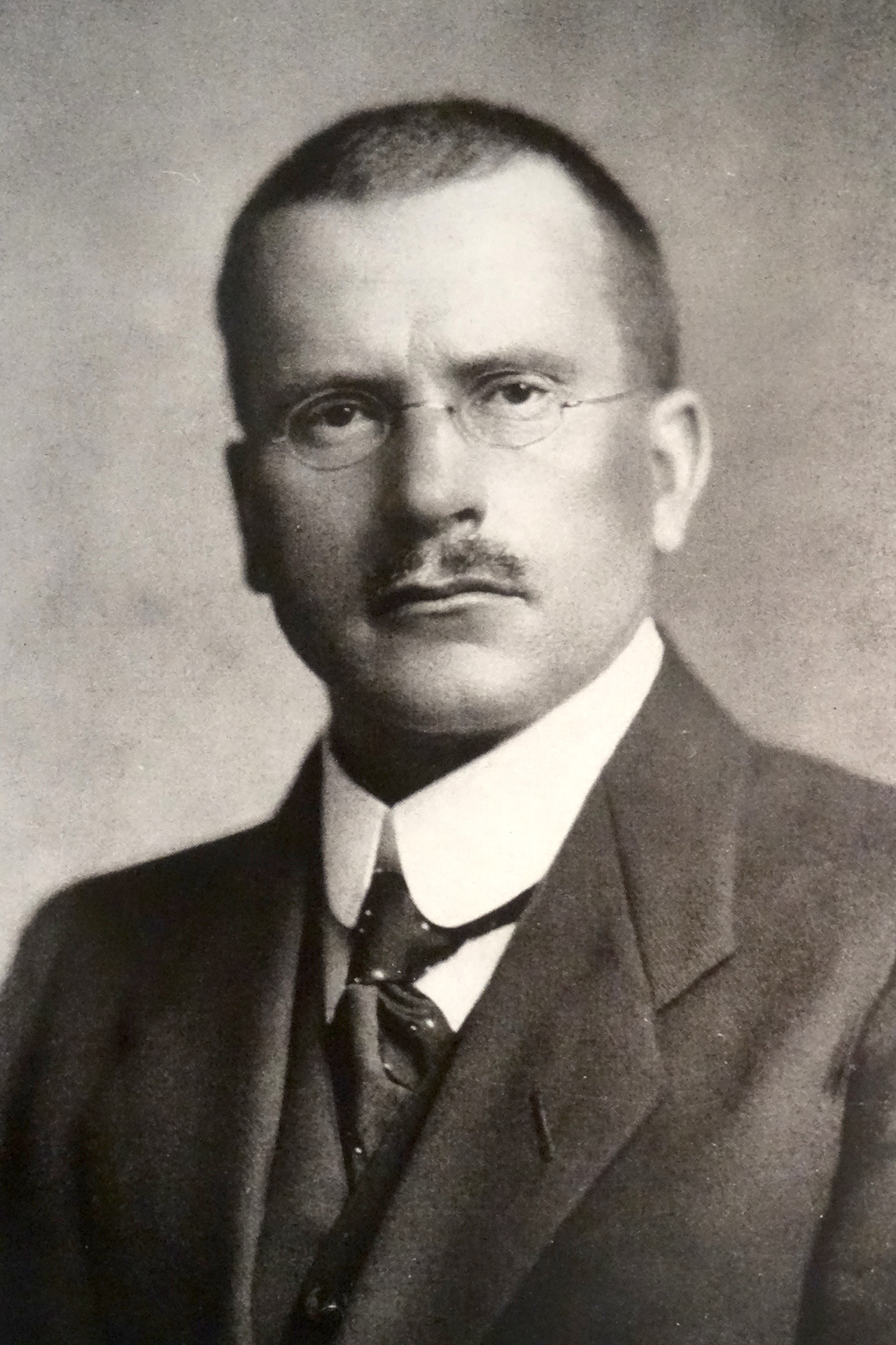
Carl jung

Tâm lý học phân tích, hay  phân tích tâm lý Jung là tên mà Carl Jung, một nhà tâm thần học người Thụy Sĩ, đã đặt cho "khoa học thực nghiệm" mới của mình về tâm lý học để phân biệt với các lý thuyết phân tâm học của Freud khi họ hợp tác nghiên cứu bảy năm về phân tâm học. kết thúc từ năm 1912 đến 1913. Sự phát triển trong khoa học của ông được chứa đựng trong tác phẩm hoành tráng của ông, Tổng hợp các tác phẩm, được viết trong hơn sáu mươi năm của cuộc đời ông.
Trong số các khái niệm được sử dụng rộng rãi đặc biệt cho tâm lý học phân tích là: anima và animus, nguyên mẫu, vô thức tập thể, phức tạp, hướng ngoại và hướng nội, chia rẽ, Tự ngã, bóng tối và đồng bộ. Trắc nghiệm Myers-Briggs (MBTI) dựa trên các lý thuyết khác của Jung về các kiểu cá tính tâm lý. Một ý tưởng ít được biết đến là khái niệm Tâm lý của Jung để biểu thị một mặt phẳng vô tri được giả thuyết vượt ra ngoài ý thức, khác biệt với vô thức tập thể và một địa điểm tiềm năng của sự đồng bộ.
Có khoảng "ba trường phái" của tâm lý học phân tích hậu Jung còn đến hiện tại, đó là: cổ điển, nguyên mẫu và phát triển, có thể nói để tương ứng với các phát triển khía cạnh chưa chồng chéo của những thám hiểm tâm lý trong suốt đời của Jung, ngay cả khi ông rõ ràng không muốn bắt đầu một trường phái "tâm lý học của Jung". (trang. 50-53)  Do đó khi Jung tiến hành từ một thực hành lâm sàng mà chủ yếu là theo truyền thống khoa học dựa trên và ngập tràn trong triết lý duy lý, óc tò mò của mình đồng thời đưa ông vào nhiều không gian bí truyền như thuật giả kim, chiêm tinh học, thuyết ngộ đạo, siêu hình học, thần bí học và siêu linh, mà không bao giờ từ bỏ lòng trung thành với khoa học, cùng với sự hợp tác lâu dài của ông với các chứng thực của Wolfgang Pauli. Tiến triển trên diện rộng của ông gợi ý cho một số nhà bình luận rằng, theo thời gian, tâm lý trị liệu phân tích của ông, thông qua các tìm tòi mang tính trực giác và mục đích luận, ngày càng trở nên một môn "nghệ thuật".